# Дифференциальное исчисление
Дифференциальное исчисление — раздел математического анализа, в котором изучаются понятия производной и дифференциала и способы их применения к исследованию функций. Формирование дифференциального исчисления связано с именами Исаака Ньютона и Готфрида Лейбница. Именно они чётко сформировали основные положения и указали на взаимно-обратный характер дифференцирования и интегрирования. Создание дифференциального исчисления (вместе с интегральным) открыло новую эпоху в развитии математики, положив начало теории рядов, теории дифференциальных уравнений и многому другому. Методы математического анализа нашли применение во всех разделах математики и расширили применение математики в естественных науках и технике.
Дифференциальное исчисление базируется на важнейших понятиях математики, определение и исследование которых и составляют предмет введения в математический анализ: действительные числа (числовая прямая), функция, предел, непрерывность. Все эти понятия получили современную трактовку в ходе развития и обоснования дифференциального и интегрального исчислений.
Основная идея дифференциального исчисления состоит в изучении функции при малых изменениях. Точнее, дифференциальное исчисление даёт аппарат для исследования функций, поведение которых в достаточно малой окрестности каждой точки близко к поведению линейной функции или многочлена. Основу этого аппарата составляют центральные понятия дифференциального исчисления: производная и дифференциал.

## Дифференциальное исчисление функций одной переменной

### Производная
Пусть функция {\displaystyle g(h)} определена в окрестности {\displaystyle h=0} и для любого {\displaystyle \epsilon } > 0 найдётся такое {\displaystyle \delta }, что
{\displaystyle |g(h)/h^{n}|<\epsilon }, лишь только {\displaystyle |h|<\delta ,}
тогда говорят, что {\displaystyle g(h)} — бесконечно малое порядка {\displaystyle o(h^{n})}.
Пусть {\displaystyle f(x)} — вещественнозначная функция, заданная на отрезке {\displaystyle (a,b)}. Эту функцию называют бесконечно дифференцируемой на интервале {\displaystyle (a,b)}, если
{\displaystyle f(x+h)=f(x)+f'(x)h+{\frac {1}{2!}}f''(x)h^{2}+\dots {\frac {1}{n!}}f^{(n)}(x)h^{n}+o(h^{n})}
для любого {\displaystyle x\in (a,b)} и любого {\displaystyle n}. Таким образом, локально, в окрестности любой точки отрезка, функция сколь угодно хорошо приближается многочленом. Гладкие на отрезке {\displaystyle (a,b)} функции образуют кольцо гладких функций {\displaystyle C^{\infty }(a,b)}.
Коэффициенты {\displaystyle f^{(n)}(x)}
{\displaystyle f^{(m)}(x+h)=f^{(m)}(x)+f^{(m+1)}(x)h+\dots {\frac {1}{n!}}f^{(m+n)}(x)h^{n}+o(h^{n})}
Эти функции называют производными функции {\displaystyle f(x)}. Первая производная может быть вычислена как предел
{\displaystyle f'(x)=\lim \limits _{h\to 0}{\frac {f(x+h)-f(x)}{h}}}.
Оператор, сопоставляющий функции {\displaystyle f(x)} её производную {\displaystyle f'(x)} обозначают как
{\displaystyle D={\frac {d}{dx}}}
При этом для двух гладких функций f и g верно
{\displaystyle D(f+g)=Df+Dg} и {\displaystyle D(fg)=fDg+gDf}
Оператор, обладающий указанными свойствами, называют дифференцированием кольца гладких функций.
Всякая аналитическая функция, голоморфная на отрезке {\displaystyle (a,b)}, является гладкой функцией, но обратное неверно. Главное различие аналитических и гладких функций состоит в том, что первые полностью определяются своим поведением в окрестности одной точки, вторые — нет. Напр., гладкая функция может быть равна постоянной в окрестности одной точки, но не быть постоянной всюду. Элементарные функции в своей (открытой) области определения являются аналитическими, а, следовательно, и гладкими функциями. Однако, в отличие от аналитических функций, гладкие функции могут быть заданы на разных интервалах разными элементарными выражениями.

### Касательная прямая

График функции (чёрная кривая) и касательная прямая (красная прямая)

Прямая
{\displaystyle y=f(c)+f'(c)(x-c)}
пересекает кривую
{\displaystyle y=f(x)}
в точке {\displaystyle (c,f(c))} таким образом, что знак выражения
{\displaystyle f(x)-f(c)-f'(c)(x-c)={\frac {1}{2}}f''(c)(x-c)^{2}+o((x-c)^{2})}
при условии {\displaystyle f''(c)\not =0} всё время остаётся одним и тем же, поэтому кривая
{\displaystyle y=f(x)}
лежит по одну сторону от прямой
{\displaystyle y=f(c)+f'(c)(x-c)}
Прямую, обладающую указанным свойством, называют касательной к кривой в точке {\displaystyle x=c} (по Б. Кавальери). Точку {\displaystyle x=c}, в которой кривая
{\displaystyle y=f(x)}
не лежит по одну сторону от прямой
{\displaystyle y=f(c)+f'(c)(x-c)}
называют точкой перегиба, при этом прямую все равно именуют касательной. Для единообразия часто само понятие касательной вводят иначе с тем, чтобы оба случая подпадали под него.

### Точки экстремума
Точка {\displaystyle x=c} называется точкой локального максимума (минимума), если
{\displaystyle f(c)-f(c+h)>0\quad (f(c)-f(c+h)<0)}
для всех достаточно малых по модулю {\displaystyle h}. Из соотношения
{\displaystyle f'(c)h+{\frac {1}{2}}f''(c)h^{2}+o(h^{2})<0}
сразу видно, что {\displaystyle f'(c)=0} — необходимое условие максимума, а {\displaystyle f''(c)<0} — достаточное условие максимума. Условие {\displaystyle f''(c)=0} выделяет точки максимума, минимума и перегиба.

### Непрерывные функции
Пусть {\displaystyle f} определена и на концах интервала {\displaystyle [a,b]}; говорят, что она непрерывна на {\displaystyle [a,b]}, если для любого {\displaystyle \epsilon } найдётся такое {\displaystyle \delta }, что
{\displaystyle |f(x)-f(x+h)|<\epsilon }, лишь только {\displaystyle |h|<\delta ,}
и точки {\displaystyle x,\,x+h} не выходят за границы интервала {\displaystyle [a,b]}.
Теорема Вейерштрасса утверждает, что гладкая на отрезке функция достигает на отрезке своего минимального и максимального значений. Понятие непрерывности функции обычно увязывается с понятием предела функции. Непрерывные на интервале {\displaystyle [a,b]} функции образуют кольцо непрерывных функций {\displaystyle C[a,b]}.

### История
В XII веке математик Шарафуддин ат-Туси тюрко-монгольского государства Хулагу был первым, кто нашёл производную от кубической функции, важный результат в дифференциальном исчислении. Был написан «Трактат об уравнениях», в котором были разработаны концепции, связанные с дифференциальным исчислением, такие, как производная функции и максимумы и минимумы кривых, для решения кубических уравнений, которая не может иметь положительного решения.

### Основные теоремы дифференциального исчисления
Кольцо непрерывных на {\displaystyle [a,b]} и гладких на {\displaystyle (a,b)} функций обладает рядом важных свойств:
- Теорема Ролля: если {\displaystyle f(a)=f(b)}, то имеется точка {\displaystyle c\in (a,b)} максимума или минимума, в которой {\displaystyle f'} обращается в нуль.
- Теорема Лагранжа: существует такая точка {\displaystyle c\in (a,b)}, что

{\displaystyle {\frac {f(b)-f(a)}{b-a}}=f'(c)}
- Теорема Коши: если {\displaystyle g'\not =0} на {\displaystyle (a,b)}, то существует такая точка {\displaystyle c\in (a,b)}, что

{\displaystyle {\frac {f(b)-f(a)}{g(b)-g(a)}}={\frac {f'(c)}{g'(c)}}}
Из теоремы Лагранжа выводят формулу Тейлора с остаточным членом в форме Лагранжа: на любом отрезке {\displaystyle (a',b')\subset (a,b)} найдутся такие точки {\displaystyle c_{n}}, что
{\displaystyle f(b')=f(a')+f'(a')(b'-a')+{\frac {1}{2!}}f''(a')(b'-a')^{2}+\dots {\frac {1}{n!}}f^{(n)}(a')(b'-a')^{n}+R_{n}}
где
{\displaystyle R_{n}={\frac {1}{(n+1)!}}f^{(n+1)}(c_{n})(b'-a')^{n+1}}
При помощи этой формулы можно приближённо вычислять значения функции в точке {\displaystyle b'} по известным значениям функции и её производных в точке {\displaystyle a'}.
Из теоремы Коши выводят правило Лопиталя: если {\displaystyle f(b)=g(b)=0} или {\displaystyle f(b)=g(b)=\infty }, и {\displaystyle g'\not =0} на {\displaystyle (a,b)}, то
{\displaystyle \lim \limits _{x\rightarrow b-0}{\frac {f(x)}{g(x)}}=\lim \limits _{x\rightarrow b-0}{\frac {f'(x)}{g'(x)}},}
причём существование второго предела влечёт существование первого.